# Minoru Kizawa
Minoru Kizawa (鬼沢 稔, Kizawa Minoru) és un astrònom japonès. Ha descobert o codescobert un nombre d'asteroides:
Entre 1986 i 1991, ha descobert i codescobert 16 asteroides a l'Observatori de Nihondaira a Shimizu, el Japó. Està acreditat com l'únic descobridor del (6178) 1986 DA, un objecte proper a la Terra de 3 km que pertany al grup dels asteroides Amor. Els seus companys d'equip eren els astrònoms japonesos Takeshi Urata, Watari Kakei i Hitoshi Shiozawa (vegeu taula adjunta).
| 4094 Aoshima      | 26 d'agost de 1987     | amb W. Kakei            |
| 4507 Petercollins | 19 de març de 1990     | amb H. Shiozawa         |
| (4948) 1988 VF1   | 3 de novembre de 1988  | amb W. Kakei i T. Urata |
| (5292) 1991 AJ1   | 12 de gener de 1991    | amb H. Shiozawa         |
| (5508) 1988 EB    | 9 de març de 1988      | amb W. Kakei i T. Urata |
| 5513 Yukio        | 27 de novembre de 1988 | amb W. Kakei i T. Urata |
| (5741) 1989 XC    | 2 de desembre de 1989  | amb W. Kakei i T. Urata |
| (5821) 1989 VV    | 4 de novembre de 1989  | amb W. Kakei i T. Urata |
| (6178) 1986 DA    | 16 de febrer de 1986   |                         |
| (6393) 1990 HM1   | 29 d'abril de 1990     | amb H. Shiozawa         |
| (6785) 1990 VA₇   | 12 de novembre de 1990 | amb H. Shiozawa         |
| (7338) 1990 VJ₃   | 12 de novembre de 1990 | amb H. Shiozawa         |
| (7574) 1989 WO1   | 20 de novembre de 1989 | amb W. Kakei i T. Urata |
| (9765) 1991 XZ    | 14 de desembre de 1991 | amb H. Shiozawa         |
| (17464) 1990 VX1  | 11 de novembre de 1990 | amb H. Shiozawa         |
| (19171) 1991 FS   | 17 de març de 1991     | amb H. Shiozawa         |